# Religione azteca
La religione azteca è una religione mesoamericana che combina elementi di politeismo, sciamanesimo ed animismo, oltre ad aspetti legati all'astronomia ed al calendario. Come altre religioni mesoamericane, unisce i sacrifici umani a numerose feste religiose la cui ricorrenza seguiva il calendario azteco. Vantava un pantheon molto ampio; gli Aztechi adottavano spesso come proprie divinità quelle di altre regioni geografiche, o di altri popoli. La cosmologia azteca divideva il mondo in livelli alti e bassi, ognuno associato ad un particolare insieme di divinità e di oggetti celesti. Nella religione azteca un importante ruolo era giocato da sole, luna e Venere, ad ognuno dei quali erano associati diversi significati simbolici e religiosi, ed erano legati a luoghi geografici. Buona parte del pantheon azteco era un retaggio delle precedenti civiltà mesoamericane e di altri popoli, quali Tlaloc, Quetzalcoatl e Tezcatlipoca, e si trattava di Dei venerati con nomi diversi in molte culture durante tutta la storia della Mesoamerica. Le divinità più importanti erano Tlaloc, Dio della pioggia, Huitzilopochtli, Dio padre della tribù Mexica, Quetzalcoatl, eroe culturale e Dio della civiltà e dell'ordine e Tezcatlipoca, Dio del destino e della fortuna, legato alla guerra ed alla magia. Ognuna di queste divinità possedeva un proprio tempio nella capitale azteca di Tenochtitlán. Tlaloc e Huitzilopochtli venivano venerati nel Templo Mayor. Una pratica religiosa comune tra gli Aztechi era la ricreazione del divino: gli eventi mitologici venivano ricreati ritualmente e le persone viventi impersonavano particolari dei, venendo riveriti come dei, e spesso sacrificati.

## Teotl
Il concetto di "Teotl" è un punto fondamentale della religione azteca. In lingua nahuatl viene spesso considerato sinonimo di "Dio", anche se in realtà si riferisce ad un concetto più generale, che fa riferimento all'energia dinamica immateriale della divinità, in modo simile al concetto polinesiano di Mana. La natura di "Teotl" è stata oggetto di discussione tra gli studiosi per molti anni. Si tratta di un elemento chiave per la comprensione della caduta dell'impero azteco, dato che sembra che Montezuma e gli Aztechi in generale si riferissero a Cortés ed agli altri conquistadores definendoli "Teotl". È stata un'opinione comune il fatto che questo significasse che li credevano degli dei, ma una migliore comprensione di "teotl" potrebbe suggerire che erano semplicemente considerati "misteriosi" e "inesplicabili".

### Il Pantheon
Molti dei aztechi possono essere raggruppati in insiemi relativi a differenti temi. Gli Aztechi erano soliti adottare le divinità degli altri popoli, permettendone il culto quale parte del loro pantheon. La dea della fertilità, Xipe Totec, ad esempio, era in origine una dea degli Yopi (nome nahuatl dei Tlapanechi) ma entrò a far parte del culto azteco; a volte gli dei stranieri venivano identificati con un dio preesistente. Altre divinità, tra cui Tezcatlipoca e Quetzalcoatl, avevano radici in civiltà precedenti della Mesoamerica, ed erano venerate da molte culture con nomi diversi. Alcuni dei impersonificavano aspetti della natura. Molti di loro erano legati al pulque, all'ebbrezza, all'eccesso, al divertimento ed ai giochi. Altri rappresentavano particolari commerci. Molti dei avevano molti aspetti con nomi differenti, in cui ogni nome evidenziava una funzione specifica o una caratteristica del dio. Raramente due dei distinti venivano fusi in uno solo.
H. B. Nicholson (1971) classificò gli dei in tre gruppi a seconda del significato concettuale nella generica religione mesoamericana. Il primo gruppo si chiamava "Creatività celeste - Gruppo del paternalismo divino", e conteneva dei come le coppie di creatori Ometeotl e Omecihuatl, Tezcatlipoca e Xiuhtecutli. Il secondo gruppo era quello legato a Pioggia-Vapore-Agricoltura-Fertilità e conteneva dei come Tlaloc, Centeotl, le madri terra, gli dei del Pulque e Xipe Totec. Il terzo gruppo, Guerra-Sacrificio-Nutrimento Sanguinario, vantava dei quali Ome Tochtli, Huitzilopochtli, Mictlantecutli e Mixcoatl. Oltre alla classificazione di Nicholsons ne sono state avanzate altre, come quella riportata qui sotto.

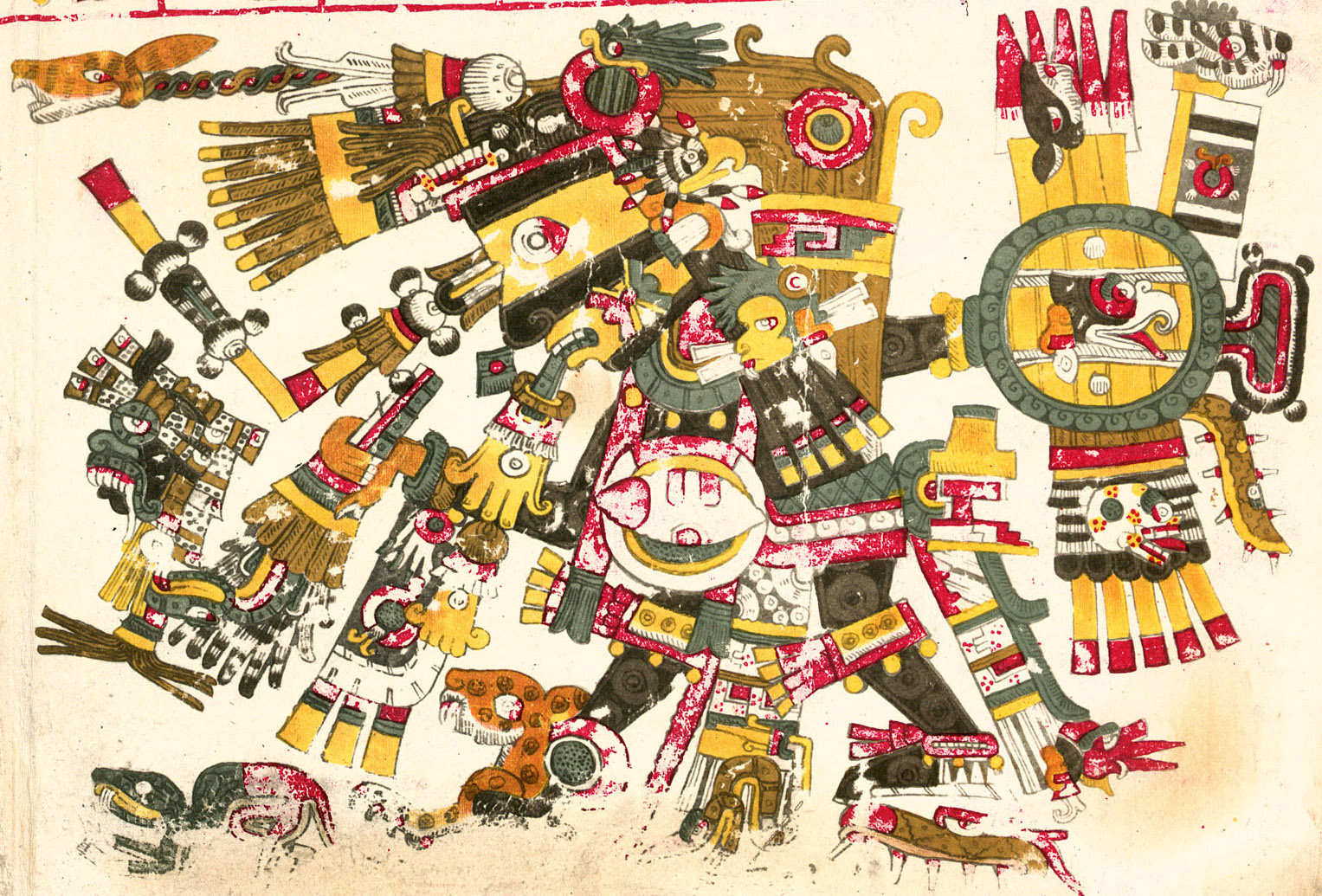
Tezcatlipoca rappresentato nel Codice Borgia

#### Dei culturali
- Tezcatlipoca - significa "Specchio Fumante", un dio sciamano panamesoamericano, onnipotente ed universale
- Quetzalcoatl - significa "Serpente Piumato", dio panamesoamericano della vita, il vento e la stella del mattino
- Tlaloc - dio panamesoamericano di pioggia, tempesta, acqua, tuono e terra
- Mixcoatl - significa "Serpente Nuvoloso", dio tribale di molti popoli Nahua come quello dei Tlaxcalteca, dio della guerra, del sacrificio e della caccia
- Huitzilopochtli - significa "Colibrì Mancino", dio tribale dei Mexica di Tenochtitlan, dio della guerra e del sacrificio

#### Dei della natura
- Tonatiuh - Il Sole
- Metztli - La Luna
- Tlaltecuhtli - significa "Signore della Terra", dea della Terra
- Chalchiuhtlicue - significa "Gonna di Giada", dea della primavera
- Centzon Huitznahua - significa "I 400 Meridionali", dèi delle stelle
- Ehecatl il Vento, spesso fuso con Quetzalcoatl prende il nome di "Quetzalcoatl-Ehecatl"

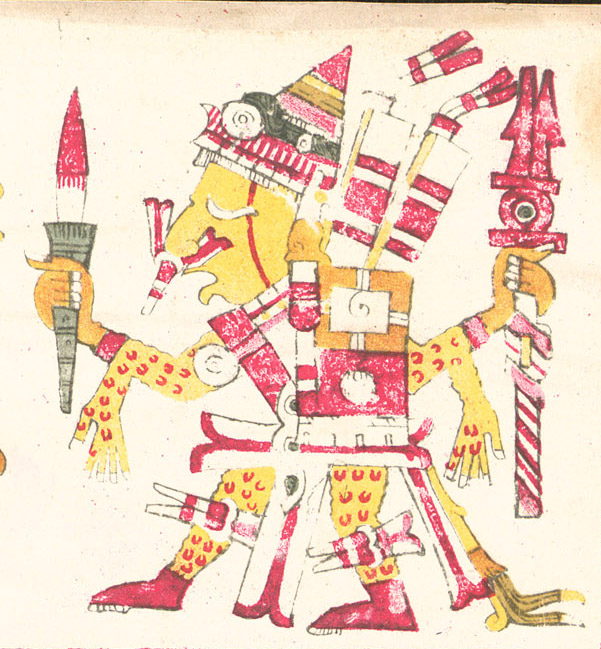
Xipe Totec "Signore con la Nostra Pelle" indossa una pelle umana, raffigurazione del Codice Borgia

#### Dei della creazione
- Ometeotl/Ometecutli/Omecihuatl/Tonacatecutli/Tonacacihuatl - L'ermafrodita dio della creazione
- Huehueteotl/Xiuhtecutli - significa "Vecchio Dio" e "Signore Turchese", dio dell'origine, del tempo, del fuoco e dell'antichità
- Coatlicue/Coatlique/Toci/Teteo Innan/Tonantzin - dea progenitrice
- Tezcatlipocas - Figli di Coatlicue

#### Dei del Pulque e degli eccessi
- Tlazolteotl - Dea delle oscenità e responsabile della purificazione
- Tepoztecatl - Dio del Pulque venerato a Tepoztlán
- Xochiquetzal - Dea del piacere, dell'indulgenza, e del sesso
- Mayahuel - Dea del Pulque e del Maguey
- Gli Auiateteo:
  - Macuiltochtli
  - Macuilxochitl
  - Macuilcuetzpalin
  - Macuilcozcacuauhtli
  - Macuilmalinalli
- Centzon Totochtin - "I 400 Conigli", dio dell'ebbrezza
  - Ometocthli - significa "Due Conigli", capo del Centzon Totochtin, dio della fertilità e dell'ebbrezza

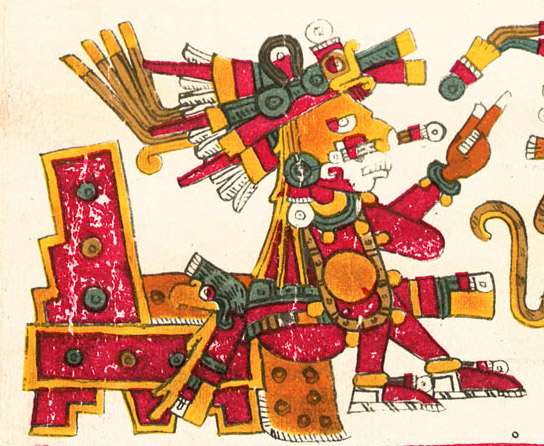
Xochipilli indossa una pelle di cervo raffigurato nel Codice Borgia

#### Dei di mais e fertilità
- Xipe Totec - significa "Signore con la Nostra Pelle", dio della fertilità associato alla primavera, protettore degli orafi
- Cinteotl - dio del mais
- Xilonen/Chicomecoatl - dea del mais tenero
- Xochipilli significa "Principe dei Fiori", dio di felicità, fiori, piacere, e fertilità

#### Dei della morte e dell'oltretomba
- Mictlantecuhtli - Signore dell'oltretomba
- Mictecacihuatl - Regina dell'oltretomba
- Xolotl - Guardiano dell'oltretomba

#### Dei del commercio
- Yacatecutli - significa "Signore Costoso", dio dei mercanti
- Patecatl - dio dei dottori e della medicina

## Religione e società
La religione era parte di tutti i livelli della società azteca. A livello statale veniva controllata dal Tlatoani e dagli alti sacerdoti che governavano i templi principali della zona religiosa di Tenochtitlán. In questo livello rientravano le grandi feste mensili e numerosi altri rituali accentrati sulla dinastia regnante, nel tentativo di stabilizzare i sistemi cosmico e politico, e si trattava di quei riti che prevedevano i sacrifici umani. Ad esempio la festa di Huey Tozoztli, in cui l'imperatore saliva sul monte Tlaloc autosacrificandosi al fine di chiedere la pioggia. In tutta la società, ogni livello aveva i propri rituali e divinità, svolgendo il loro compito nei grandi rituali comunitari. Ad esempio la classe dei mercanti Pochteca era coinvolta nella festa Tlaxochimaco, in cui venivano festeggiate le divinità dei mercanti, e gli schiavi comprati in luoghi remoti venivano sacrificati. Durante la festa di Ochpaniztli tutti i cittadini aiutavano a pulire le strade, facendo anche dei bagni rituali. Il rito più spettacolare era la cerimonia del Fuoco Nuovo, che ricorreva ogni 52 anni e comprendeva ogni cittadino del regno azteco. Durante questa festa le persone rompevano gli utensili da casa, spegnevano tutti i fuochi ricevendo quello nuovo dal falò presente sulla cima del monte Huixachtlan, appiccato sul petto di una persona sacrificata dagli alti sacerdoti.

### Sacerdoti e templi di Tenochtitlan
In lingua nahuatl il termine per indicare il sacerdote era tlamacazqui, e significava "donatore di cose". La principale responsabilità del sacerdozio era il fatto di assicurare che agli dei venisse dato il necessario sotto forma di offerte, cerimonie e sacrifici.
Il Tlatoani di Tenochtitlan era a capo del culto di Huitzilopochtli, e quindi della religione di Stato dell'impero azteco. Aveva particolari doveri religiosi in vari riti a livello statale. Nel centro religioso di Tenochtitlan, il tempio più importante era il Templo Mayor, composto da una doppia piramide con due templi sulla sommità. Uno era dedicato a Huitzilopochtli e si chiamava Coatepetl ("montagna serpente"), mentre l'altro era per Tlaloc. Sotto al Tlatoani si trovavano gli alti sacerdoti dei due templi (uno per tempio). Queste due figure vantavano il titolo di Quetzalcoatl; per la precisione quello di Huitzilopochtli era Quetzalcoatl Totec Tlamacazqui mentre quello di Tlaloc era Quetzalcoatl Tlaloc Tlamacazqui. Gli altri importanti templi si trovavano nei quattro quartieri della città: ad esempio il tempio chiamato Yopico era in Moyotlan ed era dedicato a Xipe Totec. Inoltre tutti i Calpulli avevano speciali templi dedicati ai protettori del calpulli. I sacerdoti venivano istruiti presso il Calmecac se erano di famiglia nobile, o presso il Telpochcalli se invece erano comuni cittadini.

## Visione del cosmo e rituali

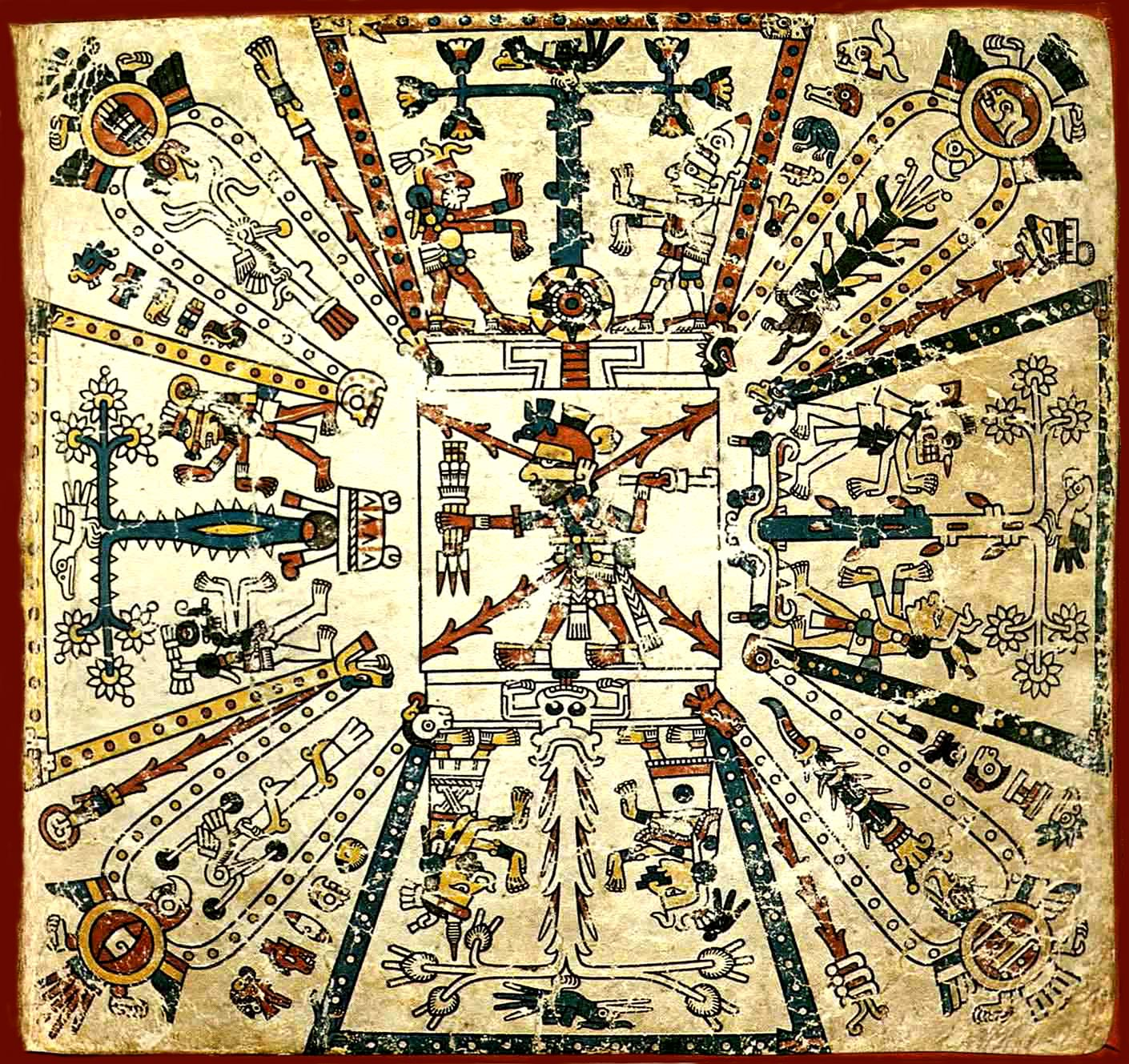
Rappresentazione della cosmologia azteca con Xiuhtecuhtli, dio del fuoco e del calendario, al centro, e con gli altri importanti dei che lo circondano di fronte ad un albero sacro. L'immagine deriva dal Codice Fejérváry-Mayer

Il mondo azteco era diviso in tre parti principali: il mondo terreno in cui vivevano gli uomini, un mondo sotterraneo che apparteneva ai morti e quello superiore in cielo. Quello terreno e quello sotterraneo erano entrambi aperti agli uomini, mentre in quello superiore era impossibile entrare. Il mondo azteco sotterraneo si chiamava Mictlan ("luogo dei morti"). L'esistenza era considerata a cavallo dei due mondi, in un ciclo di nascita, vita, morte e rinascita. Dal momento che si riteneva che il sole abitasse il mondo sotterraneo di notte per poi rinascere il mattino, ed il chicco di mais veniva sepolto per poi rinascere a nuova vita, così l'esistenza umana e divina era considerata ciclica. Si pensava che i mondi sotterraneo e superiore fossero stratificati. Il Mictlan aveva 9 livelli abitati da diverse divinità e da esseri mitologici. Il cielo ne aveva invece 13, il più alto dei quali era chiamato Omeyocan "luogo della dualità" e che ospitava il dio progenitore duale Ometeotl. Altri luoghi mitici erano Tlalocan, "il luogo di Tlaloc", un luogo verde con abbondante acqua in cui abitavano le persone morte affogate, e Tamoanchan, il luogo mitico in cui ebbero origine gli dei.
Dopo la morte l'anima di un azteco sarebbe andata in uno di questi tre luoghi: Tlalocan, Mictlan ed il sole. Per i guerrieri e le donne morte durante il parto, l'aldilà prevedeva che le loro anime si trasformassero in colibrì che avrebbero seguito il sole nel suo viaggio nel cielo. Le anime delle persone morte per cause meno gloriose finivano nel Mictlan, il luogo dei morti. Gli affogati andavano presso il Tlalocan.
Nella visione del cosmo degli Aztechi, come nella Mesoamerica in generale, le caratteristiche geografiche quali grotte e montagne avevano un valore simbolico quali luoghi di contatto tra i mondi superiori ed inferiori. Anche le direzioni cardinali erano simbolicamente legate all'aspetto religioso del mondo, ed ognuna era collegata a specifici colori e dei.

### I sacrifici
Secondo gli Aztechi la morte era strumentale alla perpetuazione della creazione, e dei ed uomini insieme avevano il dovere di autosacrificarsi al fine di permettere la continuazione della vita. Questa visione del mondo è ben descritta nel mito dei cinque soli, riportato nel Codice Chimalpopoca. In questo mito si racconta di come Quetzalcoatl rubò nel mondo sotterraneo le ossa della precedente generazione, e di come in seguito gli dei crearono quattro ulteriori mondi o "soli" in cui far vivere gli uomini, tutti distrutti. A questo punto, grazie all'autosacrificio di uno degli dei, Nanahuatzin, "il foruncoloso", si creò un quinto e definitivo sole ed i primi uomini, nati dal mais, grazie a questo sacrificio poterono vivere, diventando responsabili della continuazione di questo rituale. Il sacrificio umano tra gli Aztechi, ed in generale in Mesoamerica, deve essere visto in questo contesto; sacrificio e morte sono necessari per la continuazione dell'esistenza del mondo. Ogni porzione di vita aveva associati uno o più dei che andavano pagati al fine di ottenere successi. Gli dei erano ringraziati con offerte sacrificali: spesso si trattava di cibo, fiori, effigi ed animali (soprattutto quaglie). Ma più importante era la richiesta fatta al dio, e maggiore doveva essere il sacrificio, il che per molti riti significava offrire il proprio sangue. Questo tipo di offerta poteva venire fatta tagliandosi orecchie, braccia, lingua, cosce, torace o genitali.

### Confessione
Gli Aztechi praticavano un tipo di confessione. Una persona poteva confessare un peccato ed essere immediatamente perdonato, come se non fosse mai successo. La pena della confessione azteca era che, una volta confessato un peccato, non si poteva più reiterarlo. Il perdono non era concesso a coloro che perseveravano nello stesso peccato.

### Impersonificazione delle divinità
Un aspetto importante dei rituali aztechi era l'impersonificazione delle divinità. I sacerdoti o altre persone elette si travestivano per poter assomigliare ad una particolare divinità. L'individuo cui spettava l'onorevole incarico di impersonare un dio veniva chiamato "ixiptlatli" ed era venerato quale manifestazione fisica del dio stesso, fino all'inevitabile fine durante la quale veniva sacrificato con grandi feste.

### Rappresentazione del mito
Come per le impersonificazioni degli dei, i rituali aztechi prevedevano spesso la riproposizione di eventi mitici, utili per ricordare al popolo la storia, ma anche per perpetrare il mondo ripetendo gli eventi che portarono alla creazione. Ad esempio, il rito celebrato durante la festa di Huitzilopochtli consisteva nel ripresentare la leggenda della nascita di Huitzilopochtli, e la sua lotta contro la sorella Coyolxauhqui ed il Centzon Huitznahua. Il rito della cerimonia del Fuoco Nuovo era una riproposizione della creazione del quinto sole.

## Il calendario
L'anno religioso azteco era fortemente correlato all'anno naturale di 365 giorni, lo xiuhpohualli ("conto dell'anno"), che seguiva l'anno agricolo. Ognuno dei 18 mesi da 22 giorni che componevano l'anno religioso aveva la propria festa religiosa, molte delle quali erano legate a temi agricoli. La festa più pomposa era il Xiuhmolpilli (o cerimonia del Fuoco Nuovo) tenuta ogni 52 anni, quando i calendari agricolo e rituale coincidevano facendo partire un nuovo ciclo. Nella tabella sottostante vengono riportati le venti feste, le divinità loro associate ed i tipi di rituali coinvolti. Le descrizioni delle feste sono basate su quelle date da Sahagúns nel suo "Primeros Memoriales", sul Codice fiorentino e sui racconti di fra' Diego Durán riportati in "Of the Gods and rites". Tutte queste opere riportano dettagliate descrizioni in lingua nahuatl immediatamente successive alla conquista.
| Festa                                                                                           | Periodo                    | Divinità principale                                 | Tema                                                    | Rituali |
| ----------------------------------------------------------------------------------------------- | -------------------------- | --------------------------------------------------- | ------------------------------------------------------- | --- |
| Atlcahualo nota anche come "Xilomanaliztli" "Distribuzione del mais"                            | 14 febbraio - 5 marzo      | I Tlaloc                                            | Fertilità, semina                                       | Cuahuitl Ehua - abbattimento cerimoniale di un albero, sacrificio ai figli di Tlaloc                                                                                  |
| Tlacaxipehualiztli "Scotennamento dell'uomo"                                                    | 6 marzo - 25 marzo         | Xipe Totec                                          | Primavera, germoglio, fertilità                         | Sacrificio e scotennamento dei prigionieri, finte battaglie, sacrificio di gladiatori, i sacerdoti indossano la pelle delle vittime per 20 giorni, cerimonie militari |
| Tozoztontli "Piccola veglia"                                                                    | 26 marzo - 14 aprile       | Tlaltecuhtli (oltre ai Tlaloc ed a Xipe Totec)      | Piantare, semina                                        | Salassi, sepoltura delle pelli ricavate dagli scotennamenti del mese precedente, offerta di fiori e serpenti arrostiti alla terra                                     |
| Huey Tozoztli "Grande veglia"                                                                   | 15 aprile - 4 maggio       | Cinteotl (oltre ai Tlaloc ed a Chicomecoatl)        | Mais, semi, semina                                      | Feste in onore di Tlaloc e degli dei del mais, benedizione dei chicchi di mais, sacrificio di bambini al monte Tlaloc                                                 |
| Toxcatl "Siccità"                                                                               | 5 maggio - 22 maggio       | Tezcatlipoca e Huitzilopochtli                      | Rinascita                                               | Feste, danze, sacrifici di piccoli uccelli, sacrificio di "Tezcatlipoca"                                                                                              |
| Etzalcualiztli "Alimentazione con mais fresco "                                                 | 23 maggio - 13 giugno      | Tlaloc, Chalchiuhtlicue, Quetzalcoatl               | Primi raccolti, fine della stagione delle piogge        | Sacrificio di "Tlaloc", costruzione di nuove stuoie |
| Tecuilhuitontli "Piccola festa dei Signori"                                                     | 14 giugno - 3 luglio       | Xochipilli                                          |                                                         | Festa della dea del grano, sacrificio di "Huixtocihuatl" |
| Huey Tecuilhuitl " Grande festa dei Signori "                                                   | 4 luglio - 23 luglio       | Xilonen, Dei del mais                               | I Signori, Mais Tenero                                  | Festa di Xilonen, sacrificio di "Cihuacoatl" e "Xilonen", i Signori sfamano i cittadini comuni, danze                                                                 |
| Tlaxochimaco "Donazione dei fiori" (chiamata anche Miccailhuitontli - "Piccola festa dei morti" | 24 luglio - 12 agosto      | Huitzilopochtli                                     | Fiori, commercio                                        | Piccola festa dei morti, festa dei mercanti, costruzione del palo Xocotl                                                                                              |
| Xocotl Huetzi "Caduta dei frutti" (chiamata anche Huey Miccailhuitl - "Grande festa dei morti") | 13 agosto - 1º settembre   | Huehueteotl, Xiuhtecuhtli                           | Frutta, raccolto                                        | Festa del palo Xocotl, salassi |
| Ochpaniztli "Pulitura"                                                                          | 2 settembre - 21 settembre | Tlazolteotl, Toci, Teteo Innan, Coatlicue, Cinteotl | Raccolto, pulizia                                       | Pulizia rituale, bagni rituali, sacrificio di "Teteo Innan" |
| Teteo Eco "Arrivo degli dei"                                                                    | 22 settembre - 11 ottobre  | Tutte le divinità                                   | Arrivo degli dei                                        | Salassi, festa di Huitzilopochtli, danza degli anziani |
| Tepeilhuitl "Festa della montagna"                                                              | 12 ottobre - 31 ottobre    | Xochiquetzal, i Tlaloc, Dei del commercio           | Montagne                                                | Festa della montagna, sacrificio di "Xochiquetzal", Festa degli dei di diversi commerci                                                                               |
| Quecholli "Spatole rosa"                                                                        | 1º novembre - 20 novembre  | Mixcoatl                                            | Caccia                                                  | Cacce rituali, sacrifici di schiavi e prigionieri, costruzione di armi, rifornimento di armature                                                                      |
| Panquetzaliztli "Alzabandiera "                                                                 | 21 novembre - 10 dicembre  | Huitzilopochtli                                     | Festa tribale degli Aztechi, nascita di Huitzilopochtli | Alzabandiera, grande festa di Huitzilopochtli, sacrifici di schiavi e prigionieri, battaglie rituali, bevute di Pulque, salassi                                       |
| Atemoztli "Discesa dell'acqua"                                                                  | 11 dicembre - 30 dicembre  | I Tlaloc                                            | Pioggia                                                 | Feste dell'acqua, sacrificio di effigi di Tlaloc fatte con pasta di mais                                                                                              |
| Tititl "Tiratura"                                                                               | 31 dicembre 19 gennaio     | Ilamatecuhtli (Cihuacoatl)                          | Antichità                                               | Feste degli anziani, danza del "Cihuateteo", rituali di fertilità, sacrifici di schiavi dei mercanti                                                                  |
| Izcalli "Rinascita"                                                                             | 20 gennaio - 8 febbraio    | Tlaloc, Xiuhtecuhtli                                | Fertilità, acqua, semina                                | Alimentazione con tamale di amaranto, festa per Xiuhtecuhtli ogni quattro anni                                                                                        |
| Nemontemi                                                                                       | 9 febbraio - 13 febbraio   | Demoni Tzitzimime                                   |                                                         | Cinque giorni sfortunati alla fine dell'anno, astinenza, niente affari                                                                                                |

## Mitologia
La divinità principale della religione Mexica era il dio Sole e dio della guerra, Huitzilopochtli. Egli guidò i Mexica nel fondare una città nel luogo in cui avrebbero visto un'aquila nell'atto di divorare un serpente, appollaiata su un cactus con frutti nopal. Secondo la leggenda, Huitzilpochtli avrebbe dovuto uccidere il nipote, Cópil, e lanciarne il cuore sul lago. Ma, essendo Cópil suo parente, Huitzilpochtli decise di onorarlo, permettendo al cactus di crescere sul cuore di Cópil che sarebbe divenuto un luogo sacro.

Stemma del Messico, raffigurante l'aquila della leggenda

La leggenda riporta che si trattava del luogo su cui i Mexica costruirono la loro capitale, Tenochtitlán. Tenochtitlán fu fondata su un'isola al centro del lago Texcoco, dove si trova l'odierna Città del Messico. Questa visione leggendaria è rappresentata anche sullo stemma del Messico.
Secondo la loro storia, quando i Mexica arrivarono nella valle di Anahuac attorno al lago Texcoco, vennero considerati dagli altri popoli come i meno civilizzati di tutti. I Mexica decisero di imparare, e presero tutto quello che potevano dagli altri popoli, specialmente dagli antichi Toltechi (che sembrano aver parzialmente confuso con l'antico popolo di Teotihuacan). Secondo i Mexica, i Toltechi erano i progenitori di tutte le culture; "Toltecayotl" era un sinonimo di cultura. Le leggende Mexica identificano i Toltechi ed il culto di Quetzalcoatl con la mitica città di Tollan, che accostano alla più antica Teotihuacan.
In questo processo adottarono buona parte del pantheon Tolteco/Nahua, apportando significative modifiche alla loro religione. Mentre la forza dei Mexica cresceva iniziarono ad elevare gli dei Nahua allo stesso livello dei loro. Ad esempio, Tlaloc era il dio della pioggia in tutte le culture di lingua Nahuatl. Misero il proprio dio locale Huitzilopochtli allo stesso livello del Nahua, rimpiazzando il loro vecchio dio sole con il proprio. In questo modo Tlaloc/Huitzilopochtli rappresenta la dualità di acqua e fuoco, come evidenziato dalle piramidi gemelle scoperte nei pressi di Zocalo a Città del Messico negli anni settante, e ci ricorda gli ideali guerrieri degli Aztechi: il glifo azteco della guerra è "acqua in fiamme".
Altra importante divinità azteca era la Grande Madre Terra, Tonantzin. Fu il suo santuario nella parte settentrionale dell'attuale Città del Messico a venire trasformato in santuario di Nostra Signora di Guadalupe, icona del culto cattolico messicano, e ancora oggi si tengono danze di origine pre-ispanica. Era un'incarnazione di Coatlicoe, dea serpente e madre di Huitzilopochtli.

## Sacrifici umani

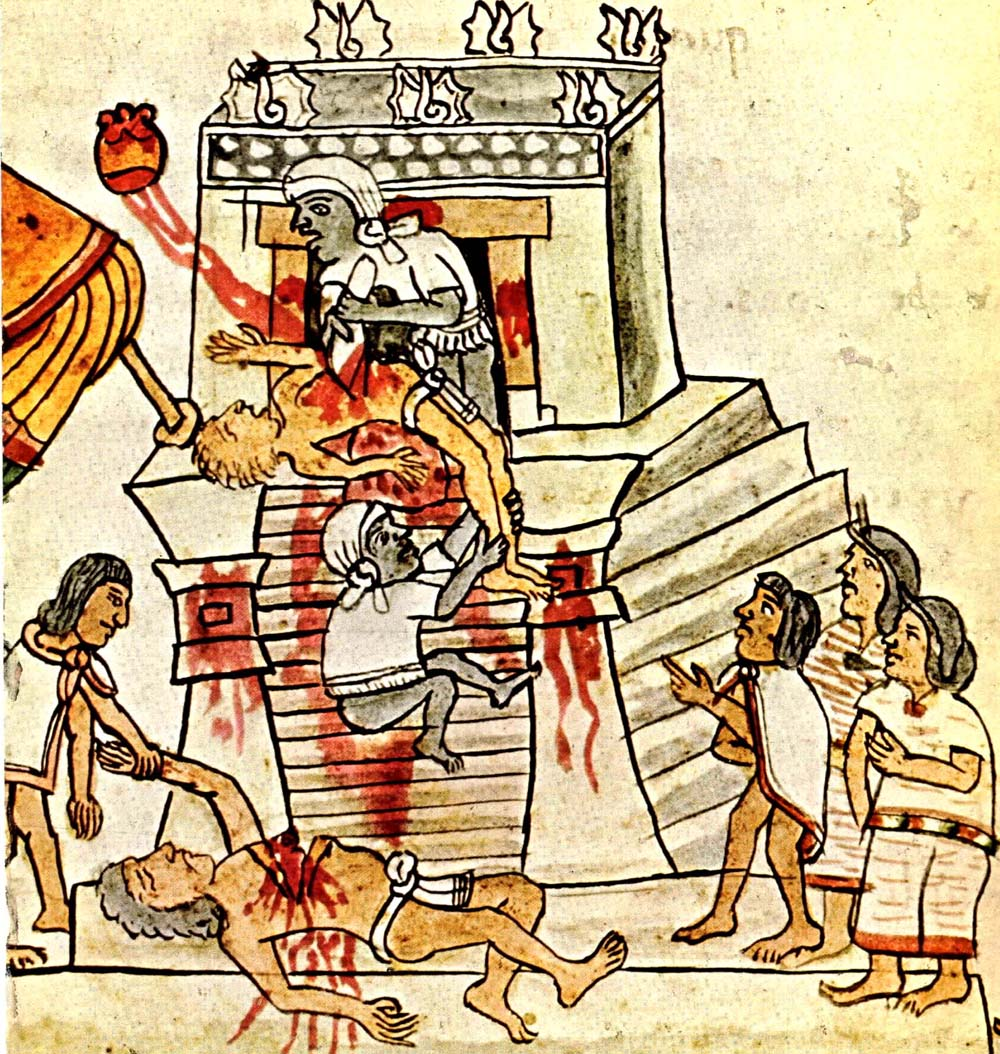
Sacrificio azteco

Il sacrificio umano era praticato su larga scala in tutto l'impero azteco, nonostante l'esatta dinamica sia sconosciuta. A Tenochtitlán, principale città azteca, secondo Ross Hassig "tra le 10 000 e le 80 400 persone" furono sacrificate nel corso di quattro giorni dedicati alla Grande Piramide di Tenochtitlan nel 1487. Gli scavi effettuati nel tempio hanno permesso di conoscere qualcosa circa il processo del sacrificio, ma le dozzine di corpi recuperati sono nulla in confronto alle migliaia di sacrifici raccontati dai testimoni oculari e dagli storici. Per millenni la pratica del sacrificio umano fu comune tra le culture mesoamericane e sudamericane. Fu uno dei fondamenti della religione olmeca, che visse tra il 1200 a.C. ed il 400 a.C., e tra i Maya. Quello del sacrificio umano era un rituale molto complesso. Ogni sacrificio era meticolosamente pianificato, dal tipo di vittima alla specifica cerimonia necessaria per il dio. Le vittime erano solitamente guerrieri o schiavi, a seconda del dio e del relativo rituale. Maggiore era il grado militare del guerriero, e più facilmente veniva scelto per essere sacrificato. Le vittime dovevano comportarsi come il dio cui sarebbero stati sacrificati. Sarebbero state ospitate, nutrite e vestite di conseguenza. L'intera cerimonia poteva durare fino ad un anno. Il giorno prescelto, le vittime avrebbero partecipato a tutta la festa. Queste cerimonie venivano usate per stancare la vittima, in modo da non farla soffrire durante la cerimonia. A questo punto cinque sacerdoti, noti come Tlenamacac, effettuavano il sacrificio solitamente sulla sommità di una piramide. La vittima veniva posata su un tavolo, bloccata gli veniva squarciato il petto ed il suo cuore veniva strappato via, il loro sangue veniva colato giù per la scalinata che adornava le pareti della piramide .

## Nella cultura di massa
Il compositore Lorenzo Ferrero ha realizzato un'opera per quartetto d'archi dal titolo "Macuilli Mexihcateteouch - Five Aztec God's" (2005), in cui gli dei aztechi rivivono nella magia della musica.

### Usata per la stesura della voce
- Arild Hvidtfeldt, Teotl and Ixiptlatli: some central conceptions in ancient Mexican religion: with a general introduction on cult and myth, Copenhagen, Munksgaard, 1958.
- Mary Miller, e Karl Taube, The Gods and Symbols of Ancient Mexico and the Maya, Londra, Thames and Hudson, 1993, ISBN 0-500-05068-6.
- H.B. Nicholson, Religion in Pre-Hispanic Central Mexico, in G. Ekholm and I. Bernal (a cura di), Handbook of Middle American Indians, Volume 10, Austin, University of Texas Press, 1971.,  pp. 395-446, ISBN 0-292-77593-8.
- Richard F. Townsend, The Aztecs, edizione rivista, New York, Thames and Hudson, 2000.
- Rudolph van Zantwijk, The Aztec Arrangement: The Social History of Pre-Spanish Mexico, Norman: University of Oklahoma Press, 1985.
- Dirk van Tuerenhout, The Aztecs: New Perspectives, Santa Barbara, Calif.: ABC-Clio, 2005, ISBN 1-57607-921-X, (copertina rigida),(e-book).

### Letture di approfondimento
- C.A. Burland, The Aztecs: gods and fate in ancient Mexico, Londra, Orbis, 1985.
- Burr Cartwright Brundage, The Fifth Sun: Aztec gods, Aztec world, Austin, University of Texas Press, c1979.
- Roberta H. Markman, The Flayed God: the mesoamerican mythological tradition: sacred texts and images from pre-Columbian Mexico and Central America, San Francisco, Harper, c1992.
- David Carrasco, Daily Life of the Azecs: People of the Sun and Earth, Connecticut, Greenwood Press, 1998.
- Michael E. Smith, the Aztecs, seconda edizione, Blackwell Publishing,UK, 2003.
- Moreno Manuel Aguilar, Handbook to Life n the Aztec World, Los Angeles, Facts On File, California State University, 2006.